# Adrian-Dragoș Benea
Adrian-Dragoș Benea (n. 18 decembrie 1975, Bacău, România) este un politician român, ales în 2016 senator în județul Bacău pe listele Partidului Social Democrat (PSD).
A exercitat mandatul până în 2019, când a fost ales europarlamentar, fiind membru în grupurile parlamentare de prietenie cu Republica Estonia, Republica Lituania și Regatul Țărilor de Jos (Olanda).